# لوني هانا
لوني هانا (بالإنجليزية: Lonnie Hannah)‏ هو لاعب هوكي الجليد أمريكي، ولد في 17 فبراير 1964 في هيوستن في الولايات المتحدة.

## روابط خارجية
- لوني هانا على موقع Paralympic.org (الإنجليزية)